# Monte Argentera

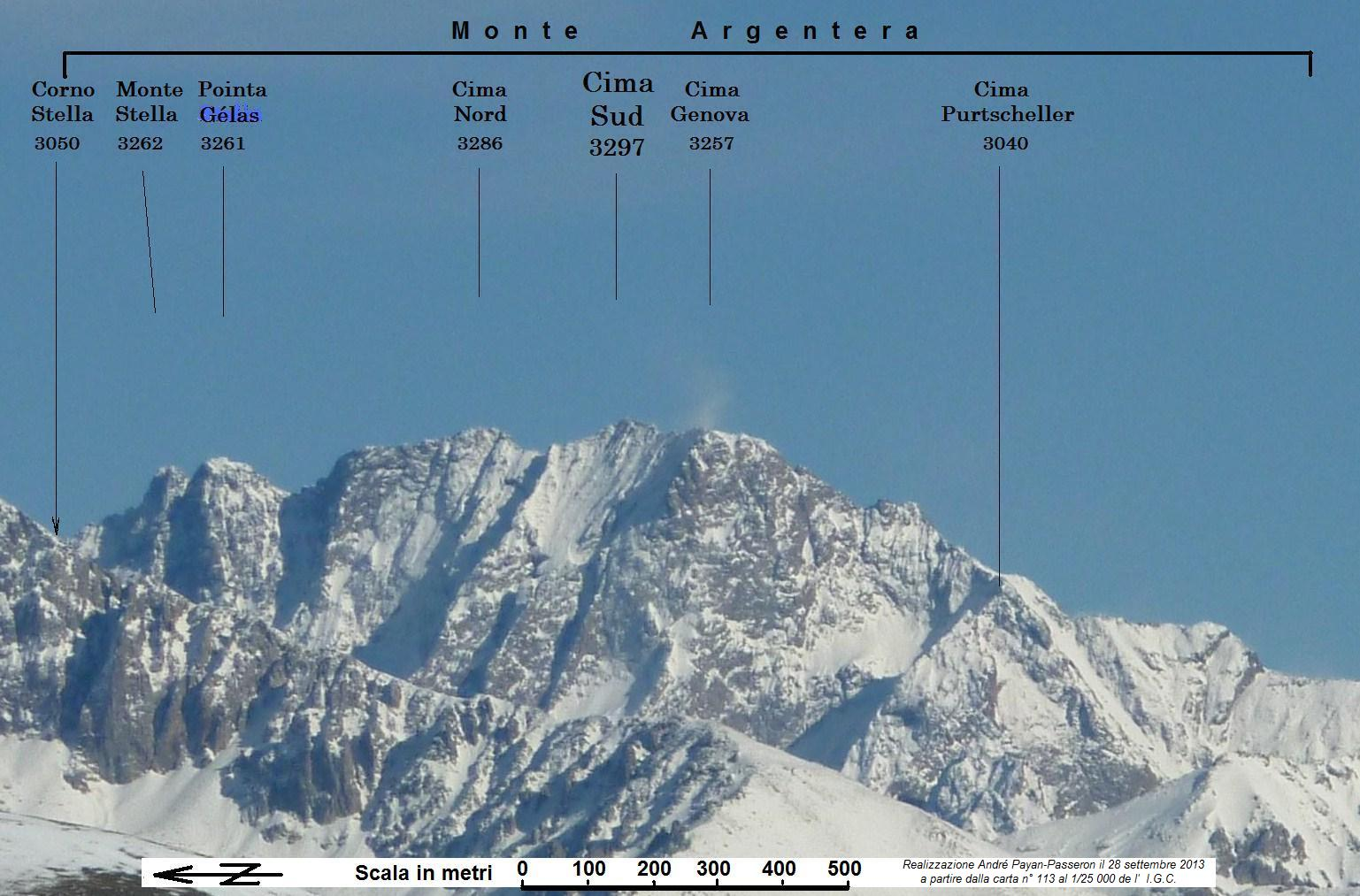
Hřeben Monte Argentera od západu

Monte Argentera (francouzsky Cime de l'Argentera) je nejvyšší hora Přímořských Alp. Leží na území Itálie v regionu Piemont, v provincii Cuneo, nedaleko hranice s Francií. Monte Argentera má dva vrcholy, nižší severní - Cima Nord dell'Argentera (3 286 m) a vyšší jižní - Cima Sud dell'Argentera (3 297 m). Na vrchol hory je možné vystoupit od chat Rifugio Remondino (2 430 m) a Rifugio Genova-Figari (2 010 m) z jihu, nebo od Rifugio Morelli-Buzzi (2 351 m) ze severu. Prvními lidmi na vrcholu byli 18. srpna 1879 horolezci William Auguste Coolidge a alpští vůdci bratři Christian a Ulrich Almerové. Geologicky je horní vrstva horského masivu tvořena různými typy ruly, spodní vrstvu tvoří především žula.

## Turismus
Monte Argentera je ze všech stran obtížně přístupná hora, na kterou není k dispozici snadná cesta. Všechny její svahy jsou strmé a skalnaté. Západní stěna vypadá jako mohutná skalní bariéra vysoká více než 800 m, ještě mohutnější je severní stěna, rozříznutá známým kuloárem Lourusa.

### Chaty
- Rifugio Remondino, 2483 m, v majetku alpského spolku CAI Cuneo, kapacita 50 lůžek
- Rifugio Genova-Figari, 2015 m, v majetku alpského spolku CAI Genova, kapacita 60 lůžek
- Rifugio Morelli-Buzzio, 2450 m, v majetku alpského spolku CAI Cuneo, kapacita 44 lůžek
- Rifugio Bolzano, 2453 m, v majetku alpského spolku CAI Ligure, kapacita 43 lůžek, pro výstup málo vhodná

### Turistické trasy
Normální a nejčastěji používaná cesta je označována jako "lehký alpinismus". Jsou na ní lehké skalní pasáže, je však velmi exponovaná a je zde nebezpečí pádu kamenů. Cesta začíná u chaty Rifugio Franco Remondino, vede suťovými poli a posléze strmě vystupuje na sedlo Passo dei Detriti (3122 m). Odtud vede další cesta po výrazné exponované polici v jihovýchodní stěně až pod jihovýchodní ostruhu jižního vrcholu. Po ní s pomocí fixního lana asi 30 m na vrchol. Alternativně je možno se dostat na sedlo Detriti i stezkou od chaty Genova-Figari, která stojí nedaleko jezera Lago del Chiotas. Obvyklý výstupový čas od chat na obou cestách je okolo 2,5 hod., převýšení od chaty Remondino cca 800 m, od chaty Genova-Figari cca 1300 m.

### Mapy
Instituto Geografico Centrale N. 8, Alpi Maritime e Liguri, 1 : 50 000